# لیکسوس
لیکسوس شهر قدیمی در محل شهر عرائش مراکش بود.
لیکسوس در سال ۱۱۸۰ پ.م. توسط فنیقیان بنیاد شد و بعدها توسط کارتاژها تصرف شد.
پس از اشغال کارتاژ از سوی رومی‌ها، لیکسوس تبدیل به یکی از استان‌های روم شد.